# ハクラン・ディアス
ハクラン・ディアス（Hacran Dias、1984年5月16日 - ）は、ブラジルの男性総合格闘家。リオデジャネイロ州出身。ノヴァウニオン所属。元修斗南米大陸ライト級王者。アクラン・ディアスとも表記される。

## 来歴
ブラジリアン柔術で数々のタイトルを獲得後、2005年に総合格闘技に転向した。
2008年3月26日、初参戦となったパンクラスで伊藤崇文と対戦し、1-0の判定ドローで引き分けた。

### UFC
2012年6月23日、UFC初参戦となったUFC 147でユーリ・アルカンタラと対戦し、3-0の判定勝ちを収めた。
2013年5月18日、UFC on FX 8でフェザー級ランキング10位のニック・レンツと対戦し、判定負け。
2014年6月28日、UFC Fight Night: Swanson vs. Stephensでフェザー級ランキング3位のリカルド・ラマスと対戦し、0-3の判定負けを喫した
2014年12月20日、UFC Fight Night: Machida vs. Dollawayでフェザー級ランキング13位のダレン・エルキンスと対戦し、判定勝利を収めた。
2016年4月16日、UFC on FOX 19でフェザー級ランキング6位のカブ・スワンソンと対戦し、判定負けを喫した。

## 戦績
| 総合格闘技 戦績 | 総合格闘技 戦績 | 総合格闘技 戦績 | 総合格闘技 戦績 | 総合格闘技 戦績 | 総合格闘技 戦績 | 総合格闘技 戦績 |
| --------------- | --------------- | --------------- | --------------- | --------------- | --------------- | --------------- |
| 35 試合         | (T)KO           | 一本            | 判定            | その他          | 引き分け        | 無効試合        |
| 26 勝           | 3               | 9               | 11              | 0               | 1               | 0               |
| 8 敗            | 0               | 0               | 8               | 0               | 1               | 0               |

| 勝敗 | 対戦相手                               | 試合結果                 | 大会名                                | 開催年月日     |
| ×    | ユスフ・ライソフ                       | 5分3R終了 判定0-3        | ACA 138: Vagaev vs Gadzhidaudov       | 2022年3月27日  |
| ×    | アブドゥル＝アジズ・アブドゥルワハボフ | 5分3R終了 判定1-2        | ACA 131: Abdulvakhabov vs. Dias       | 2021年11月5日  |
| ○    | アミルカーン・アダアフ                 | 5分3R終了 判定3-0        | ACA 121: Dipchikov vs. Gasanov        | 2021年4月9日   |
| ○    | ウスタルマゴメド・ガジダウドフ         | 5分3R終了 判定3-0        | ACA 93: Balaev vs Zhamaldaev          | 2019年3月16日  |
| ○    | マウリシオ・マチャド                   | 1R 3:58 腕ひしぎ十字固め | Shooto Brazil 84                      | 2018年5月26日  |
| ×    | ジャレッド・ゴードン                   | 5分3R終了 判定0-3        | UFC Fight Night: Brunson vs. Machida  | 2017年10月28日 |
| ×    | アンドレ・フィリ                       | 5分3R終了 判定0-3        | UFC Fight Night: Lineker vs. Dodson   | 2016年10月1日  |
| ×    | カブ・スワンソン                       | 5分3R終了 判定0-3        | UFC on FOX 19: Teixeira vs. Evans     | 2016年4月16日  |
| ○    | レヴァン・マカシュヴィリ               | 5分3R終了 判定2-1        | UFC Fight Night: Machida vs. Romero   | 2015年6月27日  |
| ○    | ダレン・エルキンス                     | 5分3R終了 判定3-0        | UFC Fight Night: Machida vs. Dollaway | 2014年12月20日 |
| ×    | リカルド・ラマス                       | 5分3R終了 判定0-3        | UFC Fight Night: Swanson vs. Stephens | 2014年6月28日  |
| ×    | ニック・レンツ                         | 5分3R終了 判定0-3        | UFC on FX 8: Belfort vs. Rockhold     | 2013年5月18日  |
| ○    | ユーリ・アルカンタラ                   | 5分3R終了 判定3-0        | UFC 147: Silva vs. Franklin 2         | 2012年6月23日  |

## 獲得タイトル
- 第3代修斗南米大陸ウェルター級王座（2011年）

## 表彰
- ブラジリアン柔術 黒帯